# Tylophora harmandii
Tylophora harmandii är en oleanderväxtart som beskrevs av Julien Noël Costantin. Tylophora harmandii ingår i släktet Tylophora och familjen oleanderväxter. Inga underarter finns listade i Catalogue of Life.